# Ольгинський юрт
Ольгинський (Махинський) юрт — юрт у складі Черкаського округу області Війська Донського.
До юрту належали поселення (за даними на 1859 рік):
- Ольгинська (Новомахинська) — козацька станиця розташована над криницями біля озер Сорокине, Генеральське й Тернове та єрика Терновського за 35 верст від Новочеркаська; 324 дворових господарства; 2710 осіб (1175 чоловіків й 1535 жінок); православна церква; поштова станція; лісова біржа;
- Старомахнинський — козацький хутір розташований над Козацьким єриком над протокою Махин за 37 верст від Новочеркаська; 8 дворових господарств; 27 осіб (12 чоловіків й 15 жінок).

За даними на 1873 рік у Ольгинському юрті було 597 дворових садиб й 121 недворова садиба; мешкало 3230 осіб (1611 чоловіків й 1619 жінок). Тоді до складу Ольгинського юрту відносилися:
- Ольгинська станиця положена над річкою Сухий Махин у 35 верстах від Новочеркаська й у 1 версті від Махинської поштової станції мала 571 дворових садиб й 114 недворових садиб; 2897 осіб (1351 чоловік й 1546 жінок);
- Старо-Махинський хутір був положений над річкою Сухий Махин у 32 верстах від Новочеркаська й у 4,5 верстах від Махинської поштової станції налічував 16  дворових садиб й 3 недворові садиби; 85 осіб (49 чоловіків й 36 жінок);
- Андроповський (Злодійський) хутір був положений над балкою Мокрий Батай у 47 верстах від Новочеркаська й у 11 верстах від Махинської поштової станції налічував 7 дворових садиб й 4 бездворових садиб; 59 осіб (29 чоловіків й 30 жінок);
- Картавів хутір був положений над балкою Сухий Батай у 18 верстах від Новочеркаська й у 8  верстах від найближчої поштової станції налічував 2 дворові садиби; 5 осіб (1 чоловік й 4 жінок);
- Полушкін хутір був положений над Полушкиною балкою у 28 верстах від Новочеркаська й у 18 верстах від найближчої поштової станції налічував 1 дворову садибу; 4 осіб (1 чоловік й 3 жінок).

В Аксайському районі у Задонні тепер розташовані: Ольгинська (Новомахинська) станиця та Старомахинський хутір, що тепер село Махин. У Кагальницькому районі розташований Полушкін хутір - тепер Березовий Гай (Роща).